# Туомо Каріла
Туомо Мікаель Арто Каріла (фін. Tuomo Arto Mikael Karila; нар. 7 квітня 1968, Гельсінкі) — фінський борець греко-римського стилю, срібний призер чемпіонату світу, дворазовий срібний призер чемпіонатів Європи, дворазовий чемпіон, срібний та бронзовий призер Північних чемпіонатів, учасник двох Олімпійських ігор.

## Життєпис
Боротьбою почав займатися з 1980 року. У 1987 році став бронзовим призером чемпіонату світу серед кадетів. Наступного року здобув срібну медаль чемпіонату Європи серед молоді.
Виступав за борцівський клуб «Vantaan Sampo» Вантаа. Тренер — Ілпо Сеппала.
Після завершення спортивної кар'єри перейшов на тренерську роботу. Тренував бронзового призера чемпіонату Європи Арі Хяркянена. 

## Спортивні результати на міжнародних змаганнях

### Виступи на Олімпіадах
| Змагання                    | Збірна    | Вагова категорія                 | Місце |
| --------------------------- | --------- | -------------------------------- | ----- |
| Літні Олімпійські ігри 1992 | Фінляндія | греко-римська боротьба, до 74 кг | 11    |
| Літні Олімпійські ігри 1996 | Фінляндія | греко-римська боротьба, до 82 кг | 11    |

### Виступи на Чемпіонатах світу
| Змагання                        | Збірна    | Вагова категорія                 | Місце  |
| ------------------------------- | --------- | -------------------------------- | ------ |
| Чемпіонат світу з боротьби 1989 | Фінляндія | греко-римська боротьба, до 74 кг | 10     |
| Чемпіонат світу з боротьби 1991 | Фінляндія | греко-римська боротьба, до 74 кг | 7      |
| Чемпіонат світу з боротьби 1994 | Фінляндія | греко-римська боротьба, до 82 кг | Срібло |
| Чемпіонат світу з боротьби 1995 | Фінляндія | греко-римська боротьба, до 82 кг | 20     |

### Виступи на Чемпіонатах Європи
| Змагання                         | Збірна    | Вагова категорія                 | Місце  |
| -------------------------------- | --------- | -------------------------------- | ------ |
| Чемпіонат Європи з боротьби 1990 | Фінляндія | греко-римська боротьба, до 74 кг | Срібло |
| Чемпіонат Європи з боротьби 1991 | Фінляндія | греко-римська боротьба, до 74 кг | Срібло |
| Чемпіонат Європи з боротьби 1994 | Фінляндія | греко-римська боротьба, до 82 кг | 8      |
| Чемпіонат Європи з боротьби 1995 | Фінляндія | греко-римська боротьба, до 82 кг | 5      |
| Чемпіонат Європи з боротьби 1996 | Фінляндія | греко-римська боротьба, до 82 кг | 4      |

### Виступи на Кубках світу
| Змагання                    | Збірна    | Вагова категорія                 | Місце |
| --------------------------- | --------- | -------------------------------- | ----- |
| Кубок світу з боротьби 1993 | Фінляндія | греко-римська боротьба, до 82 кг | 5     |

### Виступи на Північних чемпіонатах
| Змагання                            | Збірна    | Вагова категорія                 | Місце  |
| ----------------------------------- | --------- | -------------------------------- | ------ |
| Північний чемпіонат з боротьби 1988 | Фінляндія | греко-римська боротьба, до 74 кг | Бронза |
| Північний чемпіонат з боротьби 1989 | Фінляндія | греко-римська боротьба, до 74 кг | Золото |
| Північний чемпіонат з боротьби 1991 | Фінляндія | греко-римська боротьба, до 82 кг | Срібло |
| Північний чемпіонат з боротьби 1993 | Фінляндія | греко-римська боротьба, до 82 кг | 4      |
| Північний чемпіонат з боротьби 1996 | Фінляндія | греко-римська боротьба, до 90 кг | Золото |

### Виступи на інших змаганнях
| Змагання                           | Збірна    | Вагова категорія                 | Місце  |
| ---------------------------------- | --------- | -------------------------------- | ------ |
| Гран-прі Німеччини з боротьби 1989 | Фінляндія | греко-римська боротьба, до 74 кг | 15     |
| Золотий Гран-прі з боротьби 1990   | Фінляндія | греко-римська боротьба, до 74 кг | Срібло |
| Гран-прі Німеччини з боротьби 1990 | Фінляндія | греко-римська боротьба, до 74 кг | Срібло |
| Гран-прі Німеччини з боротьби 1995 | Фінляндія | греко-римська боротьба, до 90 кг | Бронза |

### Виступи на змаганнях молодших вікових груп
| Змагання                                          | Збірна    | Вагова категорія                 | Місце  |
| ------------------------------------------------- | --------- | -------------------------------- | ------ |
| Північний чемпіонат з боротьби серед юніорів 1987 | Фінляндія | греко-римська боротьба, до 74 кг | Срібло |
| Чемпіонат світу з боротьби серед молоді 1987      | Фінляндія | греко-римська боротьба, до 74 кг | Бронза |
| Чемпіонат Європи з боротьби серед молоді 1988     | Фінляндія | греко-римська боротьба, до 74 кг | Срібло |